# Paul Lowe (Fotograf)
Christopher Paul Lowe (* 6. November 1963 in London; † 12. Oktober 2024 in den San Gabriel Mountains, Los Angeles County) war ein britischer Fotojournalist, Dozent, Schriftsteller und Kritiker.

## Leben
Lowe wuchs in Liverpool auf. Er schloss sein Studium an der Universität Cambridge 1986 mit einem BA in Geschichte und Philosophie ab. Er erwarb ein BTEC in Dokumentarfotografie am Gwent College of Higher Education und einen Doktortitel in Fotografie an der University of the Arts London. Von den 1980er bis zu den 2000er Jahren arbeitete Lowe als Fotojournalist in mehr als 80 Ländern.
Lowe lernte seine Frau Amra Abadzic in Sarajewo kennen, wo sie als Journalistin für Reuters arbeitete. Das Paar heiratete 1995 und verbrachte einen Großteil seines Lebens in Sarajevo, der Heimatstadt von ihr. Das Paar hatte zwei Söhne. Paul Lowe teilte seine Zeit zwischen London und Sarajevo auf.
Lowe starb am 12. Oktober 2024, nachdem er auf einem Wanderweg in den San Gabriel Mountains im nördlichen Los Angeles County, USA, erstochen wurde. Er war 60 Jahre alt. Sein 19-jähriger Sohn Emir wurde des Mordes angeklagt. Lowe war nach Los Angeles gereist, um seinem psychisch kranken Sohn zu helfen, der seit zwei Monaten von einer Reise in die USA nicht zurückgekehrt war, die nur einige Tage dauern sollte. Die Polizei nahm seinen Sohn fest, kurz nachdem dieser das Auto, mit dem er und Lowe in den San-Gabriel-Bergen unterwegs waren, zu Schrott gefahren hatte.

## Arbeit und Werk
Das erste große Ereignis, über das er berichtete, war der Fall der Berliner Mauer, danach berichtete er über die rumänische Revolution 1989, die Entlassung Nelson Mandelas aus dem Gefängnis, die Jugoslawienkriege, die Zerstörung von Grosny und die Hungersnot in Afrika.
Er war Kursleiter des MA in Fotojournalismus und Dokumentarfotografie am London College of Communication, Gastprofessor für Kriegsstudien am King’s College London und unterrichtete an einer Akademie der VII Foundation.  „In seinen Büchern und Vorträgen, von denen sich viele mit der Geschichte des Fotojournalismus und der Ethik der Darstellung menschlichen Leids durch Bilder befassten, sprach er oft über das Potenzial der Fotografie, Zeugnis von Gräueltaten abzulegen.“

## Publikationen
- Bosnians. Saqi and the Bosnian Institute, London, 2005. With an essay by Allan Little. ISBN 978-0-86356-506-9.
- Behind the Camera: Creative Techniques of 100 Great Photographers. Prestel, 2016, ISBN 978-3-7913-8279-1.
- Photography Masterclass: Creative Techniques of 100 Great Photographers. London: Thames & Hudson, 2016, ISBN 978-0-500-54462-4.
  - dt.: Meisterklasse Fotografie: die Kreativgeheimnisse der großen Fotografen. Prestel Verlag 2023, ISBN 978-3-7913-8947-9.
- 1001 Photographs You Must See In Your Lifetime. Universe, 2017, ISBN 978-0-7893-2768-0.
- A Chronology of Photography: A Cultural Timeline from Camera Obscura to Instagram. London: Thames & Hudson, 2018, ISBN 978-0-500-54503-4.
  - dt.: Die Geschichte der Fotografie : von der Camera obscura bis Instagram / Paul Lowe ; Übersetzt von Maria Meinel. Prestel Verlag 2021, ISBN 978-3-7913-8747-5.
- Understanding Photojournalism. With Jennifer Good. Routledge, 2020, ISBN 978-1-4725-9490-7.
- Photography Rules: Essential Dos and Don'ts from Great Photographers. Frances Lincoln, 2020, ISBN 978-0-7112-4258-6.
- Reporting the Siege of Sarajevo. With Kenneth Morrison. Bloomsbury Academic, 2021, ISBN 978-1-350-08174-1.
- Ernst Haas: The American West. Prestel, 2022, ISBN 978-3-7913-8825-0.
- Photography, Bearing Witness and the Yugoslav Wars, 1988–2021: Testimonies of Light. Routledge, 2022, ISBN 978-1-4742-4375-9.

## Preise
1999: Vic Odden Award der Royal Photographic Society, Bath, UK.